# Clotilde Cerdá
Clotilde Cerdá Bosch (Barcelona, 28 de febrero de 1861 - Santa Cruz de Tenerife, 12 de abril de 1926), más conocida por su nombre artístico Esmeralda Cervantes, fue una arpista española. 

## Biografía
Era hija —posiblemente hija putativa— del ingeniero Ildefonso Cerdá, responsable del ensanche de Barcelona de mediados del siglo XIX, y de la pintora Clotilde Bosch. 
Tras pasar unos años en Madrid, madre e hija viajarán a Roma. Allí estudió pintura con Mariano Fortuny, pero se decantó por la música y recorrió todo el mundo como concertista con gran éxito. Debutó en el Teatro Imperial de Viena en 1873 con once años y fue muy alabada tanto por Isabel II como por Víctor Hugo. La primera —aunque algunas fuentes afirman que fue el propio rey Alfonso XII— la bautizó Cervantes (por el escritor español) mientras el segundo le puso Esmeralda (por la heroína de su obra más representada, El jorobado de Notre Dame). La reina Isabel II le brindó su apoyo durante toda su carrera artística, tomando a Clotilde bajo su protección y ayudándola a través de  sus contactos.
En 1876 fue una de las principales impulsoras del movimiento antiesclavista. Luchó desde una perspectiva feminista contra la pena de muerte y la abolición de la esclavitud. Y por la mejora de las condiciones de vida de los vulnerables en un mundo en transformación. Pagó un precio muy alto por ello.
El 21 de febrero de 1875,  se creó el llamado Liceo Esmeralda, institución que surgió bajo la protección de Alfonso XII, la reina madre y la princesa de Asturias. El presidente fue Felipe Pedrell, como secretario firma el escritor Saturnino Giménez Enrich, y Esmeralda como la presidenta honoraria.

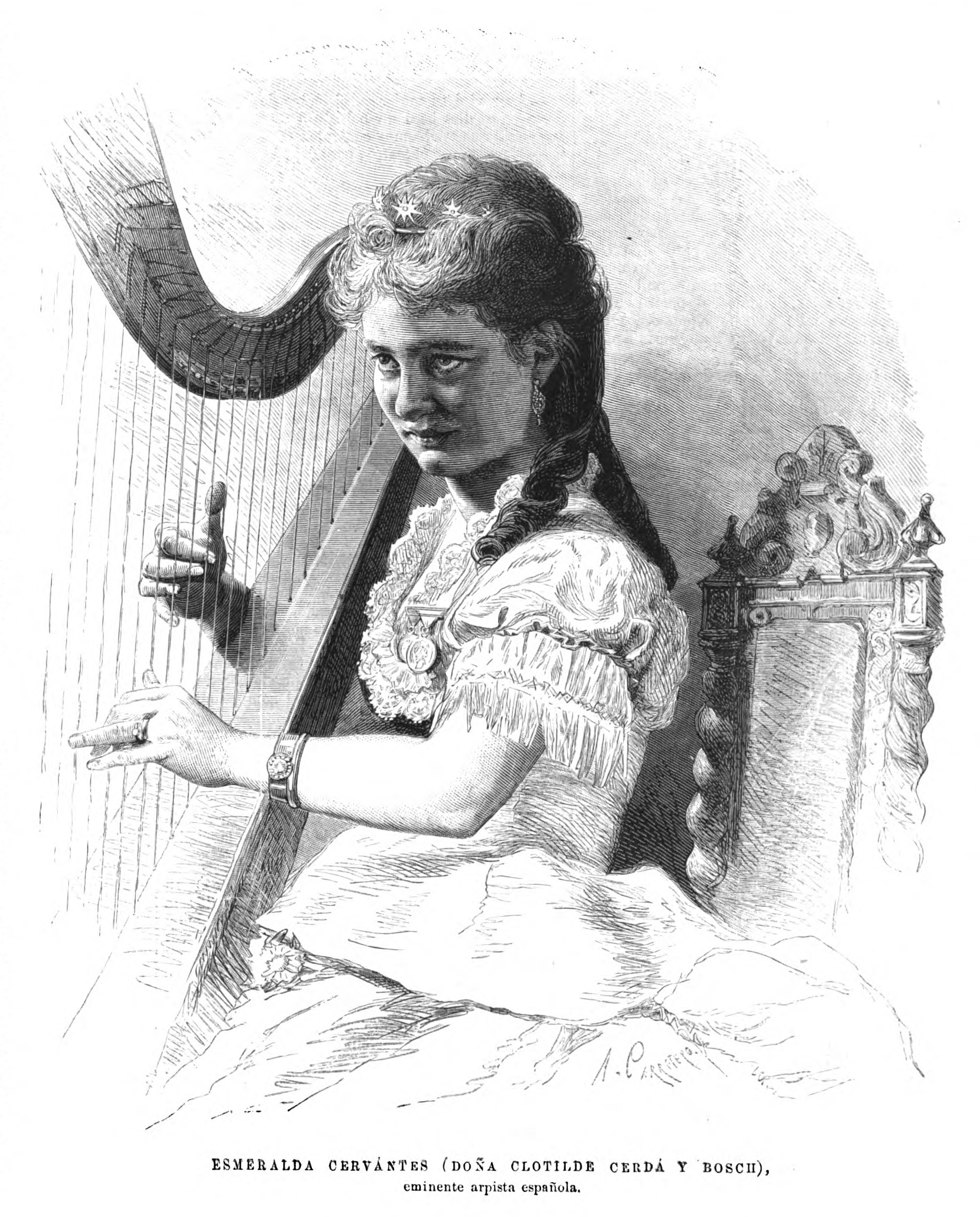
Esmeralda Cervantes hacia 1876

En 1875 viajó a América y actuó en Buenos Aires, en la corte del emperador del Brasil y en Ciudad de México. En 1881 entró a formar parte de la Logia Masónica Lealtad de Barcelona, de la que Áurea Rosa Clavé de Ferrer, hija de Anselmo Clavé, formaba parte desde el año 1879.
Cuando en 1885 regresó a Barcelona, puso en marcha con la doctora Dolors Aleu i Riera una institución educativa femenina de alto nivel, la Academia para la Ilustración de la Mujer (Acadèmia per a la Il·lustració de la Dona), que tuvo que cerrarse por falta de apoyo institucional. Se trataba de la Academia de Ciencias, Artes y Oficios de la Mujer, cuya andadura finalizó en 1887. El secretario de la reina regente María Cristina, el conde de Morphy, le escribió una carta en tono paternalista, desaprobando que se dedicase a asuntos políticos en vez de centrar su esfuerzos en su carrera como artista. Clotilde Cerdá continuó dando conciertos por diferentes países. En su repertorio entraron exclusivamente obras de compositores de su época y de su propia creación. Compuso una docena de obras para arpa. Las profundas convicciones religiosas de la arpista la llevaron a hacer beneficencia para parroquias en distintos países; a recibir la bendición papal en 1875 de León XIII, y a escribir música religiosa como  Invocación a la Virgen de Montserrat (Op. 7) y Salutation Angélique -Ave María- (Op. 12).
En 1895 se casó con el ingeniero alemán Oscar Grossman, fabricante de porcelanas en Brasil. Conocemos la unión conyugal por las felicitaciones que recibieron Clotilde y su hija con motivo de tal acontecimiento, por parte de Isabel II, del conde de Morphy. Éste, además, celebró la mejoría de la madre de la artista. Estas cartas  prueban la relación de amistad que Clotilde Cerdá mantuvo a lo largo de su vida con miembros de la monarquía borbónica.

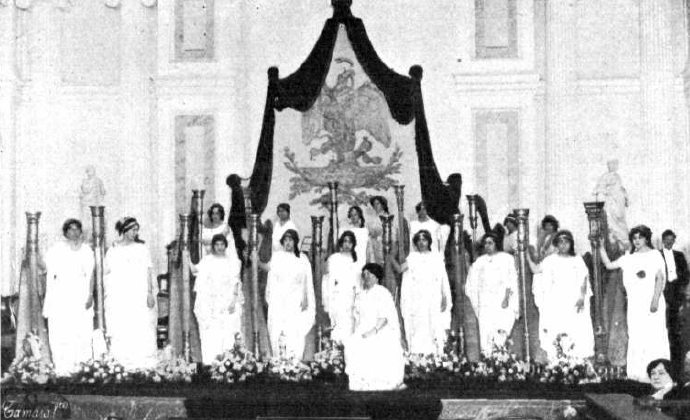
Esmeralda Cervantes con sus alumnas del Conservatorio de México en 1914

Vivió en diferentes lugares como Barcelona (1901-1902), Santa Cruz de Tenerife (1902-1905), Ciudad de México (1907-1915) para finalmente, en 1918, retirarse a vivir de nuevo en Santa Cruz de Tenerife, donde falleció el 12 de abril de 1926.
Fue sepultada en el cementerio de Santa Lastenia de Santa Cruz de Tenerife.

## Primeras incursiones en la prensa
Después de un largo viaje por Latinoamérica, se mudó a París. Allí editó La Estrella Polar (1878), un periódico literario del que solo se publicó el primer número. Se cree que fue su primera irrupción en el mundo del periodismo. Durante estos años, llevó a cabo varias colaboraciones para diferentes publicaciones. Por ejemplo: La Moda elegante y La Ilustración de la mujer. En sus columnas abordó temas de crítica social, musical, literatura y crónicas de sus viajes.
Además, muchas de las ideas que transmitía en la Academia de Ciencias, Artes y Oficios se vieron plasmadas en la revista El ángel del hogar.
En 1886 se trasladó a Brasil, allí fundó varios conservatorios de música, una escuela de arpa y escribió en la prensa. Posteriormente, estuvo en Constantinopla ejerciendo como profesora de las sultanas del harén. En esta ciudad aprovechó para estudiar las costumbres, la educación, la literatura y las artes turcas. Incluso realizó un trabajo sobre la educación de la mujer en Turquía que fue presentado en la Exposición Mundial Colombina de Chicago 1893.
Por lo tanto, su legado incluye: Varias revistas: L’Étoile Polaire/La Estrella Polar o El Ángel del Hogar. Libros: Historia del arpa. El opúsculo: Address on the Education and Literature of the Women of Turkey